# Mouse (манга)
Mouse (яп. マウス Маусу) — манга написанная автором Сатору Акахори и проиллюстрирована Хироси Итаба. Манга была издана в японском журнале Young Animal и издано компанией Hakusensha с 1999 по 2004. По мотивам манги в 2003 году, от Studio Deen выходил аниме-сериал, а также ранобэ. В России лицензировала компания Mega-Anime, показ состоялся на телеканале 2х2.

## Сюжет
Сората Муон — обычный учитель колледжа. Но он скрывает от всех большой секрет. Он — таинственный вор, известный как «Мышь». Он умён, здоров, силён и влиятелен. У него есть трое подопечных женского пола, которые помогают ему осуществлять планы и всегда готовы отдать ему своё тело. Его девиз: «Нет ничего, что не смог бы украсть Мышь».

## Персонажи

### Команда Мышь
Сората Муон (яп. 無音 宙太 Муон Сората)
Сэйю — Каппэй Ямагути
Потомственный вор, унаследовавший псевдоним «Мышь» от своего отца. Днём он — молодой преподаватель изобразительного искусства, в которого влюбляются все преподавательницы и ученицы. Ночью он виртуозно крадёт известные произведения искусства и ловко уходит от полиции, чем вызывает восторг обывателей.
Мэй Момодзоно (яп. 桃園 メイ Момодзоно Меи)
Сейю — Кикуко Иноуэ
Высокая блондинка. Компьютерный специалист и физик. Преподаватель колледжа.
Яёй Карибаяси (яп. 栗林 弥生 Карибаяси Яёй)
Сейю — Юкари Фукуи
Шатенка среднего роста. Химик. Преподаватель колледжа.
Хадзуки Какио (яп. 柿生 葉月 Какио Хадзуки)
Сейю — Маи Накахара
Невысокая девушка с зелёными волосами. Ловкий боец, хороша в спорте и в драках. Преподаватель колледжа.

## Медия

### Манга
Манга была издана в японском журнале Young Animal и издано компанией Hakusensha с 1999 по 2004. В 2005 году, состоялся выход манги под названием «Mouse Bakumatsu-den».

### Аниме
Премьера сериала состоялась на каналах Chiba TV, Kids Station, TV Kanagawa, TV Saitama с 6 января по 24 марта 2003 года. Производством сериала занималась Studio DEEN, под руководством режиссёра Ёрифуса Ямагути, по сценарию Кавасаки Хироюки, Такаяма Кацухико и Акахори Сатору. Музыкальное сопровождение написали композиторы 	Юго Канно, Сато Наоки и Момой Харуко.